# Ludwig Mies van der Rohe
Ludwig Mies van der Rohe (pronunție conform IPA, [ˈlʊdvɪç miːs faːn dɛʀ ˈʀoːɐ], numele la naștere: Maria Ludwig Michael Mies, n. 27 martie 1886, Aachen, Imperiul German – d. 17 august 1969, Chicago, Illinois, SUA) a fost un arhitect german, unul dintre cei mai influenți arhitecți ai secolului XX.
Mies van der Rohe, alături de Walter Gropius și Le Corbusier, este considerat ca unul dintre pionierii, dar și maeștrii arhitecturii moderne. Ca mulți alții dintre contemporanii săi postbelici, a căutat să genereze un stil arhitectural care ar fi reprezentativ pentru timpurile moderne, aidoma cum, la rândul lor, stilurile gotic, renascentist și baroc fuseseră reprezentative pentru timpurile lor.

## Loc în arhitectură
Rezultatul creației sale arhitecturale este unul din stilurile cele mai influente ale secolului XX, marcat de claritate și simplitate. Clădirile din epoca maturității creației sale artistice utilizează materiale moderne, așa cum ar fi oțelul industrial și sticla plană, cu ajutorul cărora a definit spații și suprafețe elegante și în același timp austere. Arhitectul german, mai ales în perioada americană a creației sale, a dezvoltat până la simplitatea maximă, specifică doar maeștrilor, utilizarea produselor industriale de serie (oțelul, sticla, betonul armat, metale și aliaje dure), inițiată de Gropius și el în perioada lor numită Bauhaus, pentru a crea o arhitectură esențializată, cu o mare putere de sugestie. Mies van der Rohe a numit acest stil arhitectural propus de el „arhitectură piele și oase.” Alții au numit-o „mai puțin este mai mult,” conform „less is more / Weniger ist mehr”. În sfârșit, alții au denumit-o „Dumnezeu este în detalii,” conform „God is in the details / Gott steckt im Detail”.

## Carieră timpurie

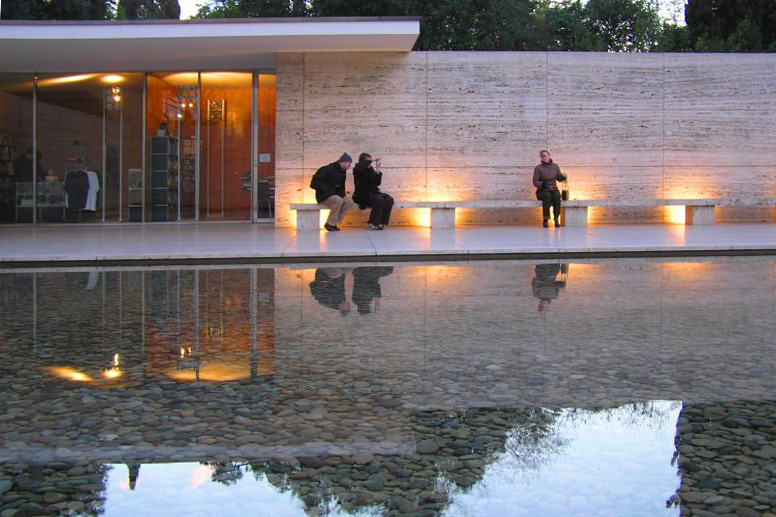
Pavilionul german din Barcelona, numit frecvent Pavilionul Barcelona, reconstrucție.

Mies a fost ucenic în atelierul de lucrări în piatră al propriului său tată, apoi a lucrat la diverse firme locale de design înainte de a se muta la Berlin, unde a lucrat la firma de decorări interioare a lui Bruno Paul. Și-a început cariera arhitecturală ca ucenic în studioul lui Peter Behrens, între 1908 și1912, unde a luat contact cu teoriile designului contemporan lui, privite din perspectiva ansamblului cultural german. În ciuda lipsei sale de educație într-un colegiu sau universitate, talentul său a fost rapid recunoscut, primind frecvent comenzi personale.
Fiind fizic impozant, deliberativ și reticent, în 1922, Mies s-a renumit, ca o parte a rapidei sale transformări din fiu de comerciant într-un arhitect și designer care se adresa elitei Berlinului, adăugându-și la numele de familie cuvintele nobiliare „van der Rohe,” deci numindu-se de acum încolo „Mies van der Rohe”. Și-a început cariera independentă profesională proiectând pentru clasa de mijloc înstărită case în „bun” stil german tradițional. În această perioadă a vieții sale admira proporțiile largi și volumetria cubică simplă a lucrărilor arhitectului Karl Friedrich Schinkel, care produsese la începutul secolului al XIX-lea numeroase clădiri în stil prusian neoclasic. În același timp, disprețuia fățis eclectismul, respectiv clasicismul aglomerat și eterogen al perioadei de trecere dintre secolele al XIX-lea și al XX-lea.

## Chicago și clădirile lui Mies
Unul din primii dezvoltatori cu care Mies van der Rohe a lucrat la proiecte de anvergură în Chicago, după venirea sa în  Statele Unite ale Americii, a fost dezvoltatorul imobiliar Herbert Greenwald, cu care a înfăptuit minimum  cinci proiecte de clădiri materializate. De asemenea, deși cei doi au colaborat mulți ani, cel puțin opt proiecte ale lor nu au putut fi realizate.